# NGC 4270
NGC 4270 ist eine linsenförmige Galaxie vom Hubble-Typ S0 im Sternbild Jungfrau nördlich der Ekliptik. Sie ist schätzungsweise 100 Millionen Lichtjahre von der Milchstraße entfernt und hat einen Durchmesser von etwa 60.000 Lj. Die Galaxie wird unter der Katalognummer VVC 375 als Teil des Virgo-Galaxienhaufens gelistet.

Gemeinsam mit NGC 4259, NGC 4268, NGC 4273, NGC 4277, NGC 4281 und IC 3153 bildet sie die Galaxiengruppe Holm 368.
Das Objekt wurde am 17. April 1786 von Wilhelm Herschel entdeckt.